# 에스코바

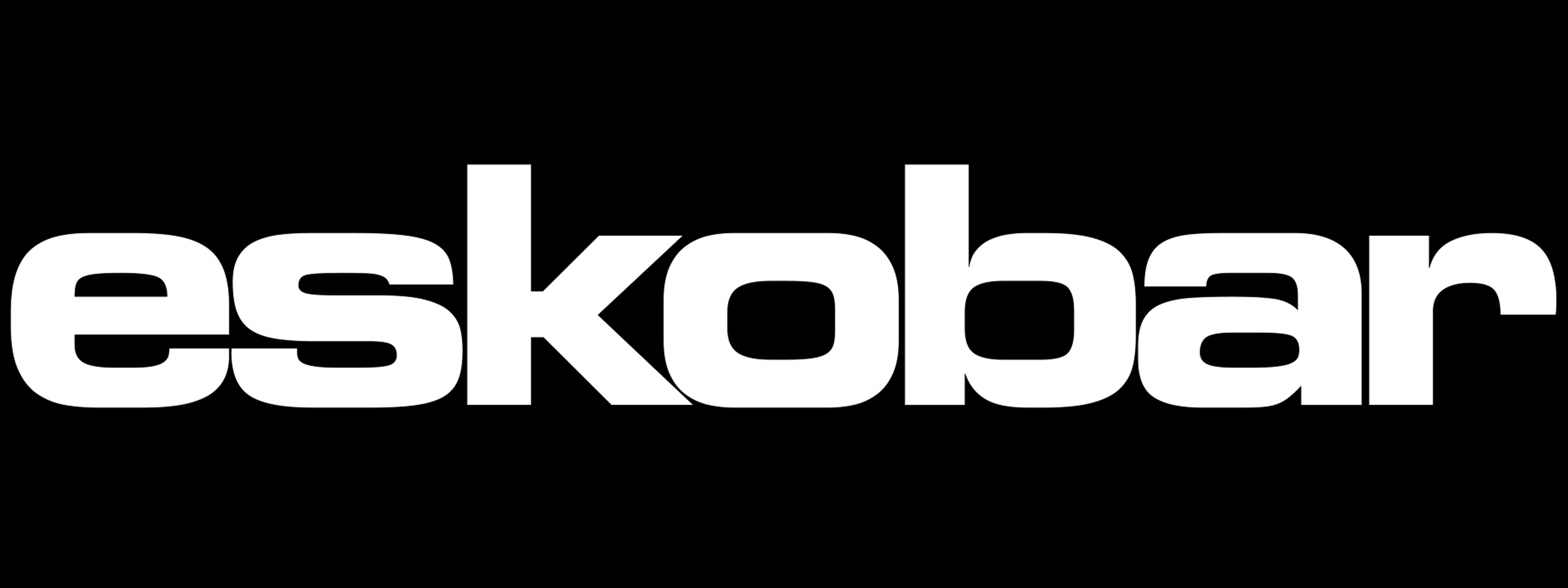
로고

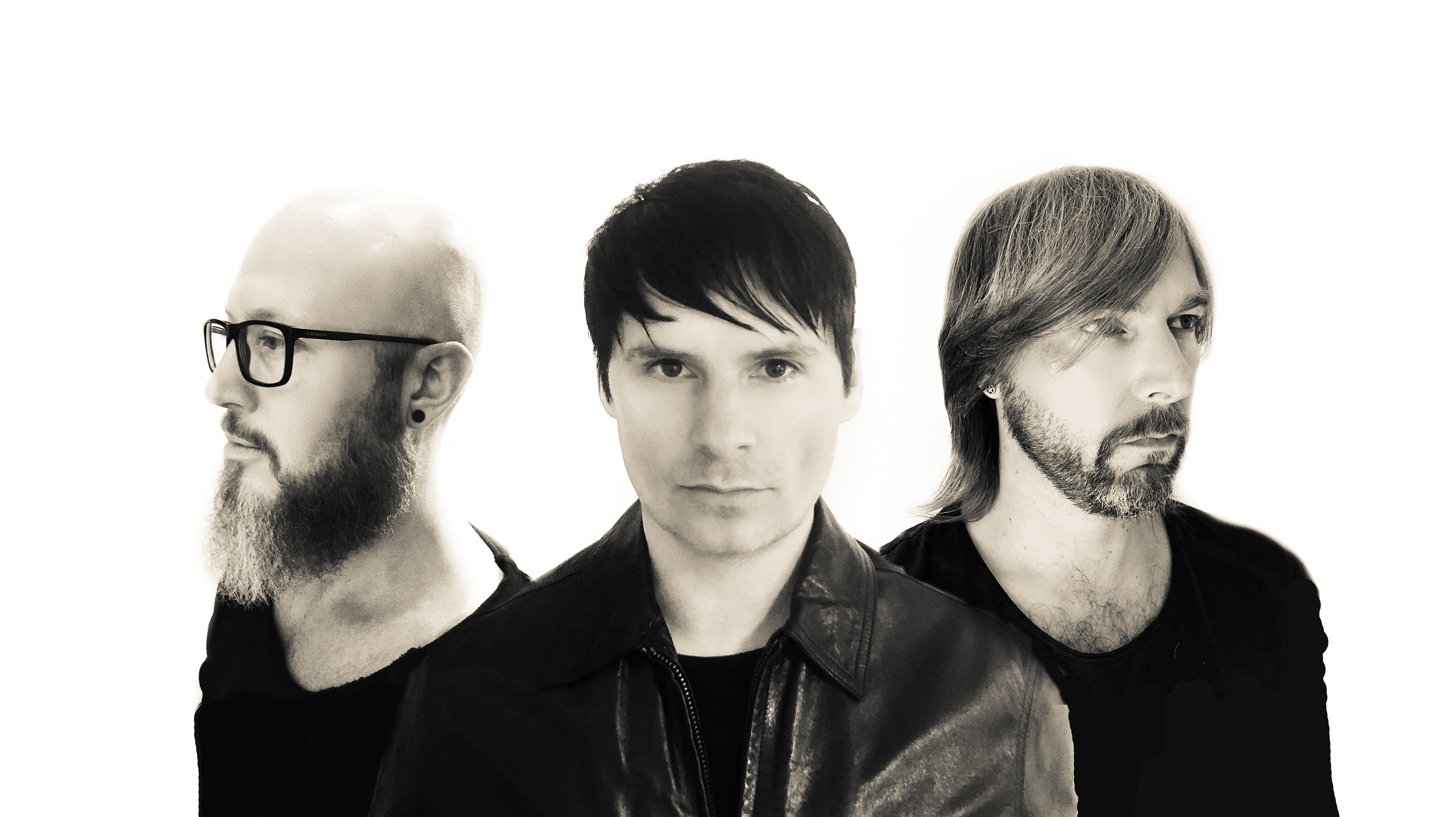
2019년의 에스코바

에스코바(Eskobar)는 스웨덴 출신의 록 밴드이다. 1996년에 결성해 1999년에 데뷔했다.
같은 스웨덴 출신의 하이브스, 만도 디아오라고 하는 게러지 록 색이 강한 밴드들에 대해서 이 밴드는 클리어, 한편 섬세하고 투명한 멜로디와 보컬이 특징으로, 북유럽 특유의 청량감 흘러넘치는 사운드를 연주한다.
보컬의 다니엘은 2004년, the brilliant green의 기타리스트 마츠이 아키라의 솔로 프로젝트 meister에 참가하였다. 같은 해, 밴드는 후지 락 페스티벌에도 출연했다.

## 멤버
- 다니엘 벨크비스트(Daniel Bellqvist) 보컬
- 프레드릭 잘 (Frederik Zäll) 기타
- 로버트 버밍 (Robert Birming) 드럼

## 디스코그래피

### 음반
- 'Til We're Dead (2000)
- There's Only Now (2001)
- A Thousand Last Chances (2004)
- Eskobar (2006)
- Death in Athens (2008)
- Live (2015)
- Magnetic (2016)

### 싱글
- On a Train (1999)
- Good Day for Dying (2000)
- Tumbling Down (2000)
- Counterfeit EP (2000)
- Tumbling Down (Dead Mono Version) (2001)
- Into Space (2001)
- Tell Me I'm Wrong (2001)
- Someone New (2002)
- On the Ground (2002)
- Move On (2002)
- Love Strikes (2003) (#93 Switzerland)
- Bring the Action (2004)
- You Got Me (2004) (#29 France)
- Even If You Know Me (2005)
- Persona Gone Missing (2006)
- Devil Keeps Me Moving (2006)
- Whatever This Town (2006)
- As the World Turns (2008)
- Halleluja New World (2008)
- Untrap Yourself (2014)
- The Starlight EP (2015)
- You're My Choice (2016)
- Ask Yourself (2017)
- The Longest Journey (2017)
- The Break Up EP (2018)